# تقرير صحفي
تقرير صحفي. واحد من فنون الصحافة، ومنه يتكون الخبر الصحفي والتحقيق الصحفي.

## أنواع التقارير الصحفية
توجد أربعة أنواع للتقرير الصحفي وهي:
1. الأخبار: تقارير مباشرة عن شيء يحدث الآن. يعتمد في تأثيره على ماهية التقرير ومهارة الصحفي في تقديمه. وهذه النوعية قصيرة العمر.
2. التحقيقات: عادة ما تكون تقارير أقل تأثراً بعامل الزمن وتتعلق بأمور جارية وليس بأشياء حدثت لتوها. المواقف أو الأحداث أو الأماكن أو الأشخاص التي يعتقد أنها تهم قطاعاً كبيراً من القراء تشكل تحقيقاً مثيراً. ومثل هذه الموضوعات تفتقر لصفة العجلة التي تميز التقرير الإخباري العاجل.

لذلك يحتاج الصحفي لجذب القارئ من خلال الإبداع والكتابة بأسلوب مميز وإضافة عناصر جذب.
1. التحليل: تقرير يقدم رؤية متعمقة لحدث كبير مدعمة بحقائق مؤكدة وباستخدام آراء مصادر وخبراء معرفين بالاسم. وليس حتمياً أن يعبر التحليل عن رأي الأغلبية. بل إن أفضلها عادة هو ذلك الذي يتحدى رأي الغالبية.
2. مقال الرأي: تقارير المعلقين وهي عادة ما تعبر عن الموقف السياسي للصحيفة وتظهر في صفحات الافتتاحيات والمقالات وعادة ما يكتبها متخصصون.[1]

## اقرأ أيضا
- مراسل
- جواز صحفي
- دبلوم صحافة
- عقيدة الصحفي
- صحافة
- أخلاقيات الصحافة
- صحافة مستقلة
- امتيازات المراسل الصحفي